# Peta križarska vojna
Peta križarska vojna (1213–1221) je bil poskus krščanske Zahodne Evrope, da bi ponovno zavzela Jeruzalem in ostanek Svete dežele, tako da bi najprej porazila močni Ajubidski sultanat v Egiptu.
Križarsko vojsko sta organizirala papež Inocenc III. in njegov naslednik Honorij III. in poveljstvo predala ogrskemu  kralju Andreju II. in avstrijskemu vojvodi Leopoldu VI..  Njun napad na Jeruzalem ni uspel in mesto je ostalo v muslimanskih rokah.  Konec leta 1218 je križarjem prišla na pomoč  nemška vojska pod poveljstvom Oliverja Kölnskega, kateri se je pridružila mešana vojska holandskih, flandrijskih in frizijskih vojakov pod poveljstvom grofa Viljema I. Holandskega. Njihov cilj je bil napad na pristanišče  Damietta v Egiptu. Da bi laže premagali Ajubide, so se križarji povezali s Seldžuki iz Sultanata Rum, ki naj bi napadli Ajubide v Siriji in jih prisilili na vojskovanje na dveh frontah.
Po osvojitvi Damiette so se križarji julija 1221 odpravili na jug proti Kairu, vendar so se morali zaradi pohajanja zalog umakniti. Nočni napad sultana Al Kamila je križarjem  povzročil velike izgube in njihova vojska se je nazadnje vdala.  Al Kamil je po vdaji z Evropo podpisal osemletno mirovno pogodbo.

## Priprave
Papež Inocenc III. je že leta 1208 načrtoval križarsko vojno za ponovno osvojitev Jeruzalema. Aprila 1213 je objavil papeško bulo Quia maior, s katero je pozval ves krščanski svet na novo križarsko vojno. Buli je leta 1215 sledila bula Ad Liberandam.

### Francija
V Franciji je na križarsko vojno pozival kardinal Robert Courçonski (Robert Curzon). V nasprotju s prejšnjimi križarskimi vojnami se je na slednjo odzvalo zelo malo francoskih vitezov, ker so se že vojskovali z albižanskimi heretiki  v južni Franciji.
Inocenc III. je leta 1215 sklical Četrti lateranski koncil, na katerem je skupaj z latinskim jeruzalemskim patriarhom Raoulom  Merencourtskim med drugimi cerkvenimi zadevami razpravljal tudi o ponovni osvojitvi Svete dežele. Predlagal je, da križarsko vojno vodi Cerkev, tako kot prvo, da ne bi prišlo do napak, ki so se zgodile v četrti križarski vojni pod vodstvom Benečanov. Papež je načrtoval, da bi se križarji zbrali leta 1216 v Brindisiju in od tam odpluli proti vzhodu, zato je prepovedal trgovanje z muslimanskim svetom, da bi bile vse ladje in orožje na razpolago križarjem. Vsem križarjem in vsem tistim, ki bi  finančno podprli vojno, čeprav se je sami ne bi udeležili, je obljubil  cerkvene odpustke.

### Ogrska in Nemčija
V Nemčiji je na vojno pozival Oliver Kölnski, kateremu se je leta 1215 poskušal pridružiti cesar Friderik II.. Friderik je bil zadnji monarh, ki si ga je papež želel v svoji vojski, ker je kljuboval papeštvu in bi to lahko počel tudi v prihodnje. Inocenc je leta 1216 umrl. Nasledil ga je papež  Honorij III., ki je Frideriku prepovedal udeležbo  in sam organiziral vojsko pod poveljstvom ogrskega kraja Andreja II. in avstrijskega vojvode Leopolda VI.. Andrej je imel največjo vojsko v zgodovini križarskih vojn,  ki je štela 20.000 vitezov in 12.000 vojakov grajskih garnizij.

## Pohod

### Sveta dežela
Prvi, ki je nosil križ pete križarske vojne, je bil kralj Andrej II. Ogrski, ki je s svojo vojsko izplul iz Splita 23. avgusta 1217.  Prevoz je prevzela Beneška republika, ki je imela takrat največje ladjevje v Evropi. Ladje so 9. oktobra pristale na Cipru in od tam odplule do Akona, kjer se je vojska pridružila jeruzalemskemu kralju Ivanu Briennskemu, Hugu I. Ciprskemu in knezu Bohemondu IV. Antioškemu. Združena vojska naj bi se vojskovala z Ajubidi v Siriji. Krščanski vojski v peti križarski vojni je do vrnitve v domovino poveljeval Andrej II. Ogrski. Oktobra 1217 so imeli poveljniki križarjev, veliki mojstri hospitalcev, templjarjev in tevtonskih vitezov in drugi poveljniki in dostojanstveniki posvet, kateremu  je predsedoval Andrej II.
Muslimani so porušili jeruzalemsko obzidje in utrdbe, da bi kristjanom onemogočili braniti mesto, če bi ga zavzeli, sami pa so pobegnili iz mesta zaradi strahu, da se bo ponovilo klanje iz prve križarske vojne leta 1099.
Kralj Andrej je v bitki pri Betsajdi 10. novembra 1217 porazil sultana Al Adila I.. Muslimanska vojska se je umaknila v trdnjave in mesta, ker križarski katapulti in triboki niso prispeli pravočasno,  pa napadi na trdnjave v Libanonu in trdnjavo Tabor ne bi imeli nobenega uspeha. Andrej se je po bitki posvetil zbiranju domnevnih relikvij. Na začetku leta 1218 je zelo zbolel in se odločil, da se vrne domov na Ogrsko.
Njegova vojska je februarja 1218 krenila proti domu. Domov sta se vrnila tudi Bohemond in Hugo.

### Zavezništvo s Sultanatom Rum
Kasneje leta 1218 sta prišla Oliver Kölnski s svojo nemško armado in Viljem I. Holandski z mešanico holandskih, flandrijskih in frizijskih vojakov. Z Leopoldom in Ivanom sta se posvetovala, kako napasti Damietto. Da bi si olajšali delo, so sklenili dogovor z rumskim sultanom Kejkavusom I., da napade Ajubide v Siriji in s tem preprečiti vojskovanje križarjev na dveh frontah.

### Egipt
Julija 1218 so križarji začeli oblegati Damietto in kljub žilavemu upiranju sultana Al Adila 25. avgusta zavzeli stolp pred mestom, Damiette same jim ni uspelo osvojiti.  Med dolgotrajnim obleganjem je v naslednjih mesecih zaradi bolezni umrlo veliko križarjem, vključno z Robertom Courçonskim. Umrl je tudi Al Adil, katerega je nasledil Al Kamil.
Medtem je papež Honorij III. poslal na vzhod Pelagija Albanskega, ki je leta 1219 prevzel poveljevanje križarske armade. Al Kamil se  je s križarji pogajal za mir in jim ponudil zamenjavo Damiette za Jeruzalem, česar Pelagij ni sprejel. Ko je Viljem I. Holandski izvedel za zavrnitev Al Kamilove ponudbe, je zapustil križarsko vojsko in odplul domov. Avgusta ali septembra 1219 je v križarski tabor prišel Frančišek Asiški, ki se je srečal z Al Kamilom in ga poskušal prepričati, naj se vda. Do novembra so križarji tako izčrpali branilce, da so končno uspeli zasesti mesto.
Po zasedbi Damiette so se leta 1220 začeli med papeškimi in posvetnimi silami spori za oblast v mestu. Ivan Briennski je mesto zahteval zase, česar Pelagij ni sprejel in Ivan se je še isto leto vrnil v Akon. Pelagij je upal, da bo prišel v Egipt Friderik II. s svežo vojsko, vendar se to ni zgodilo. Namesto tega se je Ivan Briennski po letu zastoja v Siriji in Egiptu vrnil in križarska vojska se je julija 1221 odpravila na pohod na jug proti Kairu. Al Kamilova vojska je pohod samo opazovala in pogosto jezdila ob bokih križarske kolone, kar je pvzročilo vrnitev kakšnih 2000 nemških vojakov v Damietto.
Al Kamilu se je zdaj lahko povezal  z Ajubidi iz Sirije, ki so porazili Kejkavusa I..  Križarski pohod proti Kairu je bil katastrofalen, ker je Nil poplavil in ustavil napredovnje. Poplavil je tudi rečni kanal za njimi in onemogočil umik. Pojemajoče zaloge so križarje prisilile, da so se zaželi umikati. Sledil je nočni napad Al Kamilove vojske, ki je križarjem povzročil velike izgube in prisilil Pelagija k vdaji.

## Posledice
Ujeti križarji so morali za svojo izpustitev Al Kamilu vrniti Damietto. Sultan je z Evropo sklenil osemletno premirje in obljubil vrnitev kosa svetega križa. Relikvije nikoli ni vrnil, ker je sploh ni imel.
Propad petega križarskega pohoda je v Evropi sprožil val protipapeškega razpoloženja.